# Palatul Merbl

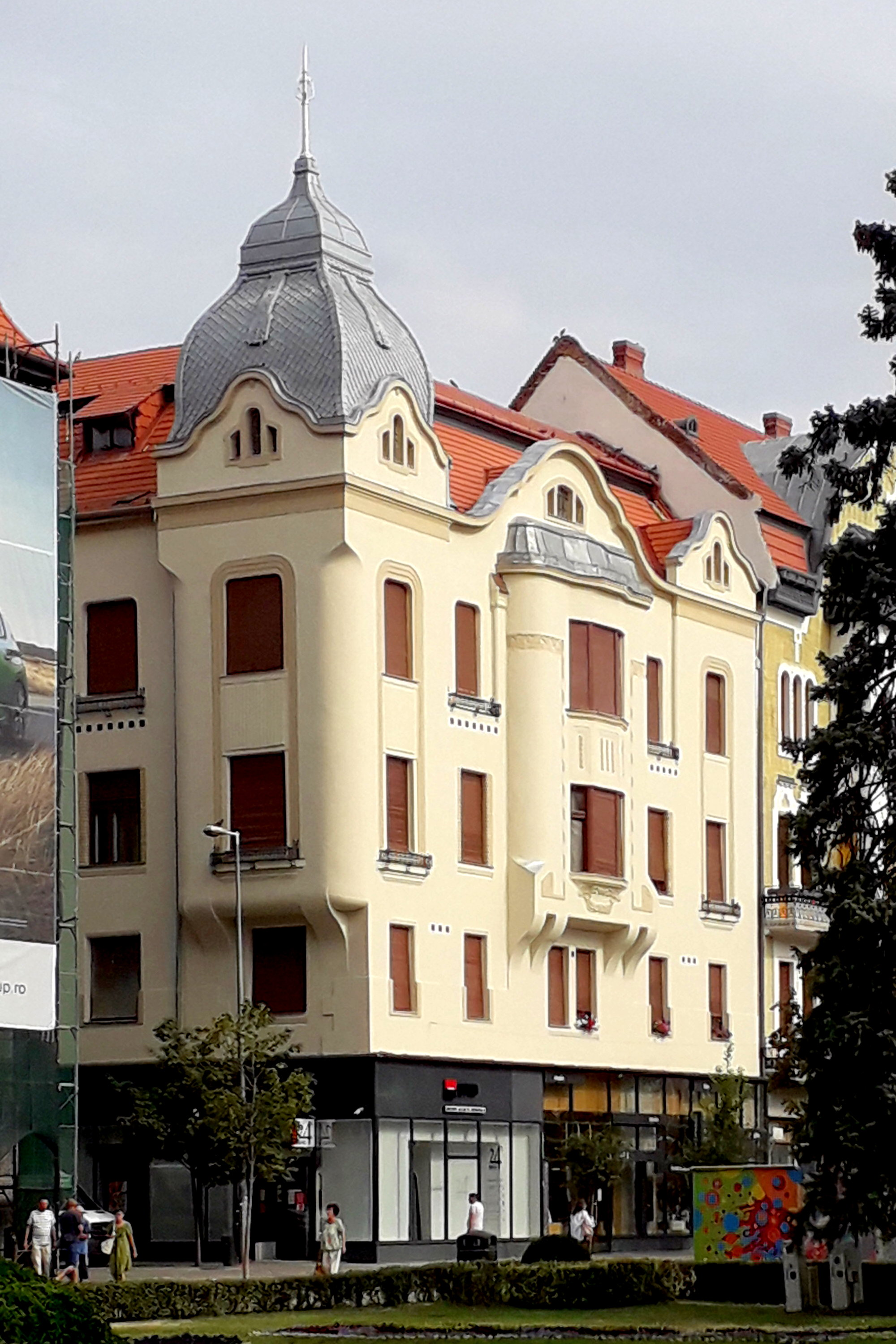
Palatul Merbl în 2022

Palatul Merbl este o clădire istorică din Piața Victoriei din Timișoara. A fost construită în 1911, în stil Secession, după planurile arhitectului Arnold Merbl, constructorul Palatului Lloyd din aceeași piață. Între cele două se găsește alternat Palatul Neuhausz.
Face parte din Ansamblul urban interbelic „Corso”, cod LMI TM-II-a-A-06115. 